# Klubowy Puchar Europy kobiet w szachach (2018)
2018 – dwudziesty trzeci sezon Klubowego Pucharu Europy kobiet w szachach. Rozgrywki odbyły się w Néos Marmarás w dniach 12–18 października 2018 roku. Tytuł zdobył monakijski CE Monte-Carlo.

## Uczestnicy
W nawiasie podano średni ranking Elo. Źródło: Chess-Results.com
- Odlar Yurdu (2369)
- Philidor Mulhouse (2189)
- AMO Galaxias (1583)
- Nona Batumi (2484)
- Beer Sheva Chess Club (2163)
- CE Monte-Carlo (2483)
- Jugra (2456)
- SSzOR Petersburg (2345)
- ŽŠK Maribor (2116)
- Kyiv Chess Federation (2438)
- Caissa Italia Banca Alpi Marittime (2058)
- Caissa Italia Pentole Agnelli (2466)

## Rozgrywki

### Faza grupowa

#### Grupa A
Źródło: Chess-Results.com
Runda 1, 12 października 2018
| AMO Galaxias – Jugra 0:4                      |
| Nona Batumi – Beer Sheva Chess Club 3½:½      |
| Philidor Mulhouse – Kyiv Chess Federation 1:3 |

Runda 2, 13 października 2018
| Jugra – Kyiv Chess Federation 3½:½            |
| Beer Sheva Chess Club – Philidor Mulhouse 2:2 |
| AMO Galaxias – Nona Batumi 0:4                |

Runda 3, 14 października 2018
| Nona Batumi – Jugra 2½:1½                          |
| Philidor Mulhouse – AMO Galaxias 3½:½              |
| Kyiv Chess Federation – Beer Sheva Chess Club 3½:½ |

Runda 4, 15 października 2018
| Jugra – Beer Sheva Chess Club 2½:1½       |
| AMO Galaxias – Kyiv Chess Federation ½:3½ |
| Nona Batumi – Philidor Mulhouse 3½:½      |

Runda 5, 16 października 2018
| Philidor Mulhouse – Jugra 1:3            |
| Kyiv Chess Federation – Nona Batumi 2:2  |
| Beer Sheva Chess Club – AMO Galaxias 4:0 |

| Msc | Zespół                | M | W | R | P | Pkt |
| --- | --------------------- | - | - | - | - | --- |
| 1   | Nona Batumi           | 2 | 2 | 0 | 0 | 9   |
| 2   | Jugra                 | 5 | 4 | 0 | 1 | 8   |
| 3   | Kyiv Chess Federation | 5 | 3 | 1 | 1 | 7   |
| 4   | Beer Sheva Chess Club | 5 | 1 | 1 | 3 | 3   |
| 5   | Philidor Mulhouse     | 5 | 1 | 1 | 3 | 3   |
| 6   | AMO Galaxias          | 5 | 0 | 0 | 5 | 0   |

#### Grupa B
Źródło: Chess-Results.com
Runda 1, 12 października 2018
| SSzOR Petersburg – Caissa Italia Pentole Agnelli 2:2     |
| Caissa Italia Banca Alpi Marittime – CE Monte-Carlo ½:3½ |
| Odlar Yurdu – ŽŠK Maribor 3:1                            |

Runda 2, 13 października 2018
| Caissa Italia Pentole Agnelli – ŽŠK Maribor 3:1           |
| CE Monte-Carlo – Odlar Yurdu 3:1                          |
| SSzOR Petersburg – Caissa Italia Banca Alpi Marittime 4:0 |

Runda 3, 14 października 2018
| Caissa Italia Banca Alpi Marittime – Caissa Italia Pentole Agnelli ½:3½ |
| Odlar Yurdu – SSzOR Petersburg 1:3                                      |
| ŽŠK Maribor – CE Monte-Carlo 0:4                                        |

Runda 4, 15 października 2018
| Caissa Italia Pentole Agnelli – CE Monte-Carlo ½:3½  |
| SSzOR Petersburg – ŽŠK Maribor 2:2                   |
| Caissa Italia Banca Alpi Marittime – Odlar Yurdu 0:4 |

Runda 5, 16 października 2018
| Odlar Yurdu – Caissa Italia Pentole Agnelli 3:1      |
| ŽŠK Maribor – Caissa Italia Banca Alpi Marittime 2:2 |
| CE Monte-Carlo – SSzOR Petersburg 3:1                |

| Msc | Zespół                             | M | W | R | P | Pkt |
| --- | ---------------------------------- | - | - | - | - | --- |
| 1   | CE Monte-Carlo                     | 5 | 5 | 0 | 0 | 10  |
| 2   | SSzOR Petersburg                   | 5 | 2 | 2 | 1 | 6   |
| 2   | Odlar Yurdu                        | 5 | 3 | 0 | 2 | 6   |
| 4   | Caissa Italia Pentole Agnelli      | 5 | 2 | 1 | 2 | 5   |
| 5   | ŽŠK Maribor                        | 5 | 0 | 2 | 3 | 2   |
| 6   | Caissa Italia Banca Alpi Marittime | 5 | 0 | 1 | 4 | 1   |

### Faza finałowa
Źródło: Chess-Results.com

#### O miejsca 9–12
17 października 2018
| Caissa Italia Banca Alpi Marittime – Philidor Mulhouse ½:3½ |
| ŽŠK Maribor – AMO Galaxias 4:0                              |

#### O miejsca 5–8
17 października 2018
| Caissa Italia Pentole Agnelli – Kyiv Chess Federation 1½:2½ |
| Odlar Yurdu – Beer Sheva Chess Club 3½:½                    |

#### Półfinały
17 października 2018
| SSzOR Petersburg – Nona Batumi 1:3 |
| CE Monte-Carlo – Jugra 2½:1½       |

#### O 11. miejsce
18 października 2018
| AMO Galaxias – Caissa Italia Banca Alpi Marittime 1:3 |

#### O 9. miejsce
18 października 2018
| ŽŠK Maribor – Philidor Mulhouse 3½:½ |

#### O 7. miejsce
18 października 2018
| Beer Sheva Chess Club – Caissa Italia Pentole Agnelli 1½:2½ |

#### O 5. miejsce
18 października 2018
| Kyiv Chess Federation – Odlar Yurdu 3:1 |

#### O 3. miejsce
18 października 2018
| SSzOR Petersburg – Jugra 2:2 |

#### Finał
18 października 2018
| CE Monte-Carlo – Nona Batumi 2:2 |

1. Anna Muzyczuk – Nana Dzagnidze 1:0
2. Pia Cramling – Nino Baciaszwili 0:1
3. Monika Soćko – Lela Dżawachiszwili ½:½
4. Deimantė Cornette – Bela Chotenaszwili ½:½

## Klasyfikacja
Źródło: Chess-Results.com
| Msc | Zespół                             | M | W | R | P |
| --- | ---------------------------------- | - | - | - | - |
| 1   | CE Monte-Carlo                     | 7 | 6 | 1 | 0 |
| 2   | Nona Batumi                        | 7 | 5 | 2 | 0 |
| 3   | Jugra                              | 7 | 4 | 1 | 2 |
| 4   | SSzOR Petersburg                   | 7 | 2 | 3 | 2 |
| 5   | Kyiv Chess Federation              | 7 | 5 | 1 | 1 |
| 6   | Odlar Yurdu                        | 7 | 4 | 0 | 3 |
| 7   | Caissa Italia Pentole Agnelli      | 7 | 3 | 1 | 3 |
| 8   | Beer Sheva Chess Club              | 7 | 1 | 1 | 5 |
| 9   | ŽŠK Maribor                        | 7 | 2 | 2 | 3 |
| 10  | Philidor Mulhouse                  | 7 | 2 | 1 | 4 |
| 11  | Caissa Italia Banca Alpi Marittime | 7 | 1 | 1 | 5 |
| 12  | AMO Galaxias                       | 7 | 0 | 0 | 7 |